# Noche de gigantes
Noche de gigantes fue un programa de televisión, emitido en horario estelar por Canal 13 entre 1978 y 1987, y por Univisión entre 1991 y 1992.

## Historia
El programa de televisión que estaba con la conducción de Mario Kreutzberger (más conocido como «Don Francisco») y la dirección de Gonzalo Bertrán, como productor musical a Camilo Fernández, director orquestal a Francisco Aranda. Era trasmitido en vivo todos los sábados por la noche, siendo propuesto como una versión nocturna del clásico programa de Kreutzberger, Sábados gigantes, emitido en la tarde de los sábados.
Entre 1978 y 1992, el programa tuvo once temporadas: no hubo ciclo en 1986 ya que ese año Don Francisco estaba con el primer año de Sábado Gigante en los Estados Unidos. En 1988, 1989 y 1990, el programa no tuvo ciclo en Chile, porque se aumentó el tiempo de trabajo de Sábado Gigante en Univisión, lo cual hizo que el espacio sabatino en Chile bajara sus horas de emisión.
Los Locutores fueron Enrique González, Augusto Gatica, Javier Miranda Munizaga y en 1987, Christian Gordon. Otros programas similares de Don Francisco han sido Gigante y usted, emitido entre 1995 y 1998 por Canal 13, Don Francisco presenta, emitido por Univision entre 2001 y 2012 y Don Francisco te invita, emitido por Telemundo desde 2016 un año después del término de Sábado Gigante en Univisión.

## Invitados
Durante la emisión del programa se presentaron:
- Benjamín Mackenna
- César Antonio Santis
- Patricio Bañados
- Nélida Lobato
- Susana Giménez
- José Alfredo Fuentes
- Los Ángeles Negros
- Ana González
- Javier Miranda
- Enrique Maluenda
- Sebastián Piñera
- Jaime Guzmán
- Moria Casán
- Jaime Celedón
- Malú Gatica
- Federico Luppi
- Graciela Alfano
- Antonio Vodanovic
- Pedro Ibáñez Ojeda
- Andrés Allamand
- Pepe Guixé
- Grimanesa Jiménez
- Julio Martínez
- Raúl Matas
- Juan Guillermo Vivado
- Francisco Bulnes Sanfuentes
- Patricia Maldonado
- Raquel Argandoña
- Fernando Alarcón
- Elías Figueroa
- Carlos Caszely
- Pedro Carcuro
- Sergio Urrutia
- Arturo Moya Grau
- Manuel Pellegrini
- Luis Santibáñez
- Jael Unger
- Sergio Livingstone
- Carolina Arregui
- Andrés Rillón
- Eduardo Bonvallet
- Marcelo
- Gloria Benavides
- Sergio Onofre Jarpa
- Cecilia Bolocco
- Pilar Cox
- Sandrino Castec
- Patricio Yáñez
- Billy Preston
- Gilbert Bécaud
- Elis Regina
- Raffaella Carrá
- Rudy La Scala
- Gerardo Mejía
- Jairo
- Hernaldo
- Adriano Pappalardo
- Sergio Fachelli
- Franco Simone
- Fagner
- Jeanette
- Yuri
- Iván
- Miguel Bosé
- Armando Manzanero
- Mijares
- Los Jaivas
- Fernando Ubiergo
- Gloria Trevi
- Roberto Carlos
- Zalo Reyes
- Ángela Carrasco
- Gricelda Núñez
- Dúo Dinámico
- José Vélez
- Isabel Pantoja
- Amanda Miguel
- The Sacados
- Pandora
- Ana Gabriel
- Angélica María
- Daniela Mercury
- Juan Antonio Labra
- Ricardo Cocciante
- Myriam Hernández
- Luis Jara
- Ricky Martin
- Nydia Caro
- Los Enanitos Verdes
- Charly García
- Al Bano & Romina Power
- José José
- Miguel Mateos
- Mirla Castellanos
- Joan Baptista Humet
- Carlos Villagran
- Joan Manuel Serrat
- Franco de Vita
- Juan Verdaguer
- Raúl Hasbún
- Danny Rivera
- Valentín Trujillo

- Datos: Q6044184